# 临洮郡
临洮郡，中国古代的郡。
西魏分武始郡（今甘肃省临洮县）增置临洮郡（今甘肃省岷县）。北周废临洮郡。隋朝大业三年（607年），改洮州为临洮郡，下辖临潭、美相、归政、洮阳、洮源、叠川、合川、和政、当夷、临洮。
唐朝初年恢复州制，改临洮郡为洮州，天宝元年（742年），再改洮州为临洮郡，乾元元年（758年），恢复州制，改临洮郡为洮州。当时的临洮郡治临潭（今临潭县），临洮县在今岷县。今日临洮县是狄道县，是金朝把熙州改为临洮府，才开始称之为临洮的。